# Travenbrück
Travenbrück (niederdeutsch Travenbrüch) ist eine Gemeinde im Kreis Stormarn in Schleswig-Holstein.

## Geographie

### Geographische Lage
Das Gemeindegebiet von Travenbrück erstreckt sich am Mittellauf der Trave im Naturraum Ostholsteinisches Hügel- und Seenland in dessen südöstlichen Teilbereich südlich des Neversdorfer Sees.

### Gemeindegliederung
Die Gemeinde gliedert sich siedlungsgeographisch in mehrere Siedlungen ländlichen Typs. Als amtliche Wohnplätze erfasst, zählen hierzu die Dörfer Nütschau, Schlamersdorf, Sühlen, Tralau und Vinzier, das Gut Neverstaven, die Hofsiedlungen Alte Mühle und Klingenbrook sowie die Häusergruppen Heidick und Kupfermühle.

### Nachbargemeinden
An das Gemeindegebiet von Travenbrück grenzen unmittelbar:
| Neversdorf      | Bebensee                                    | Wakendorf I  |
| Leezen, Sülfeld | Kompassrose, die auf Nachbargemeinden zeigt |              |
| Grabau          |                                             | Bad Oldesloe |

## Geschichte

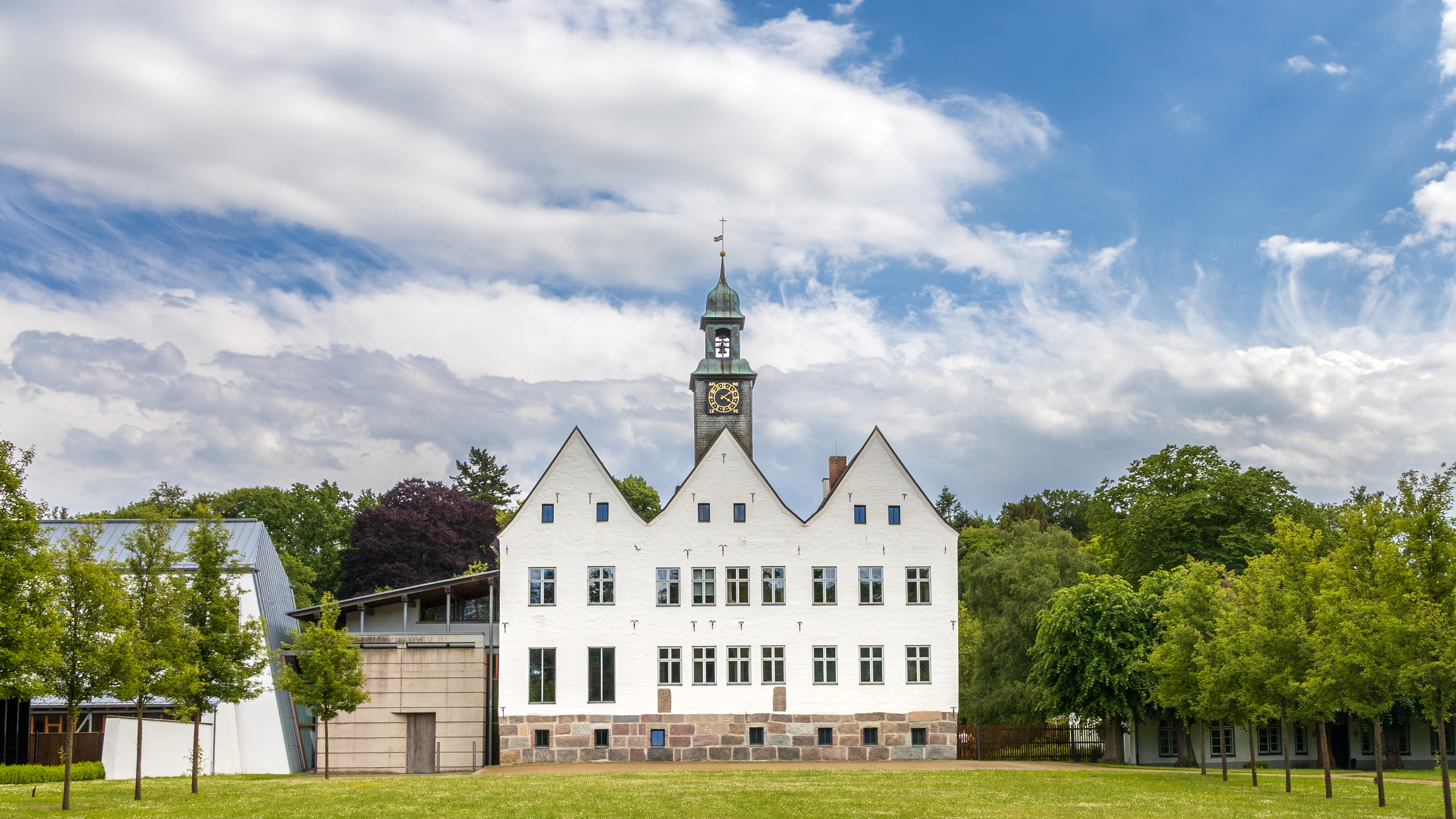
Das Nütschauer Herrenhaus aus dem 16. Jahrhundert dient heute dem Priorat St. Ansgar

Die Gemeinde Travenbrück entstand am 1. Januar 1978 durch die Fusion der ehemaligen Gemeinden Tralau und Travenberg.

## Politik

### Gemeindevertretung
Bei der Kommunalwahl am 14. Mai 2023 wurden insgesamt 13 Sitze vergeben. Von diesen erhielt die Allgemeine Wählergemeinschaft Travenbrück sieben Sitze, die CDU vier Sitze und die SPD zwei Sitze.

### Bürgermeister
Bürgermeister ist Reinhold Pareike (AWGT).

### Wappen
Blasonierung: „Gesenkt geteilt von Rot und Blau durch einen schräglinken silbernen Wellenbalken. Oben die silberne Fassade des Nütschauer Herrenhauses, unten, den Wellenbalken überdeckend, eine durchgehende silberne Brücke.“

## Verkehr
Durch das Gemeindegebiet von Travenbrück führt in Nord-Süd-Richtung die Trasse der Bundesautobahn 21. Unmittelbar nördlich der Gemeindegrenze befindet sich die Anschlussstelle Leezen (Nr. 15) im Gemeindegebiet von Neversdorf, unmittelbar südlich der Gemeindegrenze im Gebiet von Bad Oldesloe die Anschlussstelle Bad Oldesloe-Nord.
Von der zuletzt genannten Abfahrt führt ins Gemeindegebiet hinein die Kreisstraße 64. Weitere Verkehrswege in der Gemarkung sind die Kreisstraßen 65 und 66. Parallel zur Autobahn nach Osten versetzt führt zudem die schleswig-holsteinische Landesstraße 83 zwischen Bad Oldesloe und dem Ort Dreggers (Anschluss in Richtung Bad Segeberg).

## Kultur und Sehenswürdigkeiten
In der Liste der Kulturdenkmale in Travenbrück stehen die in der Denkmalliste des Landes Schleswig-Holstein eingetragenen Kulturdenkmale.
Im Ortsteil Nütschau wird das etwa 450 Jahre alte Herrenhaus als Benediktinerkloster genutzt (Kloster Nütschau). Das Kloster ist erst nach dem Zweiten Weltkrieg unter dem Erzbischof Wilhelm Berning von Osnabrück gegründet worden. Dies war die erste Neugründung in Norddeutschland seit der Reformation. Seit 1971 gehört das Exerzitienhaus St. Ansgar zum Kloster.
Das Herrenhaus Tralau, das 1894  Major Alexander Jenisch errichten ließ, ist stilistisch durch die Verbindung von Neorenaissance und Jugendstil bemerkenswert. In Tralau befindet sich auch die 1961 errichtete Martin-Luther-Kirche.
Neverstaven war ein Meierhof des Gutes Tralau. Das heutige Anwesen fällt vor allem durch die das Gut einfassende Mauer auf. Diese umschließt das 3 ha große Areal.
Bei Neverstaven befindet sich der nach diesem Ort benannte Fernmeldeturm. Dieser steht am Rand des Gipfels des Klingbergs.

## Persönlichkeiten
- Der in einer Holländerei in Nütschau geborene Christoph Friedrich Laage (*  1772; † 1839 in Quickborn) war Hegereiter in Quickborn.
- In Neverstaven wurde der Immobilienkaufmann Johann Anton Wilhelm von Carstenn (* 1822; † 1896 in Schöneberg bei Berlin) geboren. Diesen Meierhof erwarb er 1865, verkaufte ihn schon ein Jahr später weiter.
- Der Kunsthistoriker, Kurator und Autor Karl-Heinz Hering (* 1928 in Neverstaven; † 2015 in Ratingen) war von 1955 bis 1986 Direktor des Kunstvereins für die Rheinlande und Westfalen in Düsseldorf.